# ウエストサイド物語 (宝塚歌劇)
『ウエストサイド物語』（ウエストサイドものがたり）は、宝塚歌劇団によるミュージカル作品。ブロードウェイ・ミュージカルの傑作『ウエストサイド物語』の日本での上演の一つである。

## 概要

### 1968年 月・雪組

#### 宝塚大劇場公演
2幕15場。
公演期間は1968年8月1日から9月1日まで。新人公演は8月17日。
脚本はアーサー・ロレンツ。演出・振付はジェローム・ロビンス、サミイ・ベイス。
新人公演の主な出演者は大滝子、千草美景、清はるみ、水はやみ、水島みのる、竹生沙由里、榛名由梨、叶八千矛、麻生薫。
新人公演の主な配役はトニー役が大滝子（本役：古城都）で、マリア役が千草美景（本役：八汐路まり）である。

#### 東京宝塚劇場公演
公演期間は1968年11月1日から11月26日まで。新人公演は11月17日。
脚本はアーサー・ロレンツ。
演出はジェローム・ロビンス、サミー・ベイス。
雪組出演者は水島みのる、里園ゆり、美高悠子、滝しぶき。
新人公演の主な配役はトニー役が大滝子（本役：古城都）で、マリア役が千草美景（本役：八汐路まり）である。

#### 宝塚・東京以外の公演
公演場所は名古屋・中日劇場。
公演期間は1968年12月12日から12月14日まで。
脚本はアーサー・ロレンツ。
演出はジェローム・ロビンス、サミー・ベイス。

### 1969年 月・雪組の宝塚大劇場公演
2幕15場。
公演期間は3月1日から3月25日まで。新人公演は3月15日。
脚本はアーサー・ロレンツ。
演出・振付はジェローム・ロビンス、サミイ・ベイス。
新人公演の主な配役はトニー役が大滝子（本役：古城都）で、マリア役が千草美景（本役：八汐路まり）である。

### 1998年 月組
正式タイトルは住友VISAミュージカル『WEST SIDE STORY』-ウエストサイド物語-。2幕。
ジェームス・ロビンスの原作案による脚本。脚本はアーサー・ロレンツ。
宝塚大劇場の公演期間は1998年2月13日から3月23日まで。新人公演は3月3日。
TAKARAZUKA1000days劇場の公演期間は1998年5月30日から7月6日まで。新人公演は6月16日。

### 1999年 星組
正式タイトルは宝塚歌劇85周年スペシャルミュージカル『WEST SIDE STORY』-ウエストサイド物語-。2幕。
ジェームス・ロビンスの原作案による脚本。脚本はアーサー・ロレンツ。
宝塚大劇場の公演期間は1999年2月19日から3月29日まで。新人公演は3月9日。
TAKARAZUKA1000days劇場の公演期間は1999年5月15日から6月27日まで。新人公演は5月25日。
本公演は、星組トップスター稔幸のお披露目公演でもあった。

### 2018年 宙組
正式タイトルはミュージカル『WEST SIDE STORY』。
宙組新トップコンビ真風涼帆と星風まどかのプレお披露目公演となる。
ジェローム・ロビンスの原案による。脚本はアーサー・ロレンツ。音楽はレナード・バーンスタイン。作詞はスティーブン・ソンドハイム。演出・振付はジョシュア・ベルガッセ。演出補・訳詞は稲葉太地。
東京国際フォーラム ホールCの公演期間は2018年1月12日から1月25日まで。
梅田芸術劇場メインホールの公演期間は2018年7月24日から8月9日まで。

## スタッフ
| 担当       | 1968年 （宝塚）                     | 1969年 （宝塚）                     |
| ---------- | ----------------------------------- | ----------------------------------- |
| 脚本       | アーサー・ロレンツ                  | アーサー・ロレンツ                  |
| 音楽       | レナード・バーンスティン            | レナード・バーンスティン            |
| 作詞       | ステサン・ソンドハイム              | ステファン・ソンドハイム            |
| 演出・振付 | ジェローム・ロビンス サミイ・ベイス | ジェローム・ロビンス サミイ・ベイス |
| 振付補     | カーレン・クリスティン 鈴木武       | カーレン・クリスティン 鈴木武       |
| 翻訳       | 倉橋健                              | 倉橋健                              |
| 演出補     | 柴田侑宏                            | 柴田侑宏                            |
| 音楽監督   | 寺田瀧雄                            | 寺田瀧雄                            |
| 音楽指揮   | 橋本和明                            | 橋本和明                            |
| 音響監督   | 松永浩志                            | 松永浩志                            |
| 装置       | 渡辺正男                            | 渡辺正男                            |
| 衣装       | 小西松茂                            | 任田幾英                            |
| 照明       | 今井直次                            | 今井直次                            |
| 小道具     | 生島道正                            | 生島道正                            |
| 効果       | 村上茂                              | 村上茂                              |
| 演出助手   |                                     | 太田哲則                            |
| 通訳       | 早川保清                            |                                     |
| 制作       | 小辻糺                              | 小辻糺                              |

| 担当               | 1998年 （宝塚） （東京）                                                | 1999年 （宝塚） （東京）                                            |
| ------------------ | ----------------------------------------------------------------------- | ------------------------------------------------------------------- |
| 脚本               | アーサー・ロレンツ                                                      | アーサー・ロレンツ                                                  |
| 音楽               | レナード・バーンスタイン                                                | レナード・バーンスタイン                                            |
| フィナーレ音楽製作 |                                                                         | マーク・ハンメル                                                    |
| 作詞               | スティーブン・ソンドハイム                                              | スティーブン・ソンドハイム                                          |
| 編曲               | 吉崎憲治 宮原透                                                         | 吉崎憲治 宮原透 高橋城                                              |
| 演出・振付         | ジェローム・ロビンス（オリジナルプロダクション） アラン・ジョンソン     | ジェローム・ロビンス（オリジナルプロダクション） アラン・ジョンソン |
| 演出・振付補       | ケビン・バクストローム                                                  | ケビン・バクストローム                                              |
| 翻訳               | 勝田安彦                                                                | 勝田安彦                                                            |
| 訳詞               | 福田美環子                                                              | 福田美環子                                                          |
| 演出補             | 正塚晴彦                                                                | 正塚晴彦                                                            |
| 音楽監督           | 高橋城                                                                  | 高橋城                                                              |
| 音楽指揮           | 岡田良機（宝塚） 佐々田愛一郎（宝塚） 伊沢一郎（東京） 清川知己（東京） | 伊澤一郎 佐々田愛一郎                                               |
| 音響               | 加門清邦                                                                | 加門清邦                                                            |
| 装置               | 大橋康弘                                                                | 大橋康弘                                                            |
| 衣装               | 任田幾英                                                                | 任田幾英                                                            |
| 照明               | 勝柴次朗                                                                | 勝柴次朗                                                            |
| 小道具             | 万波一重 伊集院徹也                                                     | 万波一重 伊集院徹也                                                 |
| 効果               | 扇野信夫                                                                | 扇野信夫                                                            |
| 演出助手           | 藤井大介 大野拓史                                                       | 萩田康一（宝塚） 大野拓史（宝塚） 藤井大介（東京）                  |
| 振付助手           | ケンジ中尾、伊賀裕子                                                    | ケンジ中尾、伊賀裕子                                                |
| 音楽助手           | 木川田新                                                                | 木川田新                                                            |
| 装置補             | 新宮有紀                                                                | 新宮有紀                                                            |
| 衣装補             | 田口美香                                                                | 田口美香 河底美由紀                                                 |
| 舞台進行           | 赤坂英雄 表原渉                                                         | 豊田登 濱野文宏                                                     |
| 舞台監督           | 藤村信一（東京） 波紫衛（東京） 木村信也（東京） 中村兆成（東京）       | 藤村信一（東京） 波紫衛（東京） 木村信也（東京） 福尾晋吾（東京）   |
| 舞台美術製作       | 株式会社 宝塚舞台                                                       | 株式会社 宝塚舞台                                                   |
| 歌唱指導           | 楊淑美                                                                  |                                                                     |
| 演奏               | 宝塚管弦楽団（宝塚） ダットミュージック（東京）                         | 宝塚管弦楽団（宝塚） ダットミュージック（東京）                     |
| 制作               | 村上信夫                                                                | 村上信夫                                                            |
| 共賛               | 株式会社 住友クレジットサービス                                         |                                                                     |
| 特別協賛           | VISAジャパングループ                                                    |                                                                     |

## 配役一覧
1998年、1999年のチノ役、1968年、1998年、1999年のロザリア役の出典は外部リンクからである。
新人公演において鳴海じゅんが休演したことに伴う代役（※1）。
役変わり（一部/二部）がある（※2）。
| 役名              | 1968年 宝塚  | 1969年 宝塚  | 1998年月組 宝塚・東京 （ ）内は新人公演            | 1999年星組 宝塚・東京 （ ）内は新人公演 | 2018年宙組 東京国際F | 2018年宙組 梅田芸術劇場 |
| ----------------- | ------------ | ------------ | -------------------------------------------------- | --------------------------------------- | -------------------- | ----------------------- |
| トニー            | 古城都       | 古城都       | 真琴つばさ （大空祐飛/ 大和悠河※2）                | 稔幸 （朝澄けい）                       | 真風涼帆             | 真風涼帆                |
| マリア            | 八汐路まり   | 八汐路まり   | 風花舞 （花瀬みずか/ 叶千佳※2）                    | 星奈優里 （秋園美緒）                   | 星風まどか           | 星風まどか              |
| リフ              | 清はるみ     | 清はるみ     | 初風緑 （嘉月絵理（宝塚）※1 ・鳴海じゅん（東京）） | 絵麻緒ゆう （真飛聖）                   | 桜木みなと           | 澄輝さやと              |
| ベルナルド        | 千波淳       | 千波淳       | 紫吹淳 （霧矢大夢）                                | 彩輝直 （水瀬あお）                     | 芹香斗亜             | 愛月ひかる              |
| アニタ            | 砂夜なつみ   | 砂夜なつみ   | 樹里咲穂 （西條三恵）                              | 羽純るい （雪路歌帆）                   | 和希そら             | 桜木みなと              |
| ロザリア          | 笹潤子       | 笹潤子       | 星野瞳（北原里麻）                                 | 朋舞花 （美椰エリカ）                   | 花音舞               | 花音舞                  |
| ドック            | 小柳日鶴     | 小柳日鶴     | 立ともみ （華路ゆうき）                            | 夏美よう （彩勢沙樹）                   | 英真なおき           | 英真なおき              |
| シュランク 刑事   | 美山しぐれ   | 美山しぐれ   | 真山葉瑠 （京樹真那）                              | 英真なおき （莉理せいら）               | 寿つかさ             | 寿つかさ                |
| 巡査 クラプキ     | 岬ありさ     | 岬ありさ     | 美郷真也 （紫月光）                                | 大洋あゆ夢 （大河睦）                   | 松風輝               | 凛城きら                |
| Aラブ             | 水はやみ     | 水はやみ     | 大和悠河 （一色瑠加）                              | 朝澄けい （美稀千種）                   | 潤奈すばる           | 七生眞希                |
| チノ              | 大滝子       | 大滝子       | 大空祐飛（大樹槙）                                 | 高央りお （嶺恵斗）                     | 蒼羽りく             | 蒼羽りく                |
| アクション        | 榛名由梨     | 榛名由梨     | 成瀬こうき （越乃リュウ）                          | 音羽涼 （涼紫央）                       | 瑠風輝               | 留依蒔世                |
| ベイビー ・ジョン | 川路真沙     | 川路真沙     | 霧矢大夢 （あゆら華央）                            | 真飛聖 （拓麻早希）                     | 秋音光               | 秋音光                  |
| エニイ ボディス   | 八重はるみ   | 八重はるみ   | 叶千佳 （紫城るい）                                | 美椰エリカ （琴まりえ）                 | 夢白あや             | 夢白あや                |
| スノー ボーイ     | 汐路朝子     | 汐路朝子     | 鳴海じゅん （楠恵華）                              | 夏風りお （真汐薪）                     | 春瀬央季             | 春瀬央季                |
| ディーセル        | 叶八千矛     | 叶八千矛     | 越乃リュウ （遼河はるひ）                          | 朝宮真由 （大真みらん）                 | 風馬翔               | 風馬翔                  |
| ビッグ ディール   | 小乃月ひかる | 小乃月ひかる | 嘉月絵理 （麻真もゆ）                              | 司祐輝 （水城レナ）                     | 星吹彩翔             | 星月梨旺                |
| インディオ        | 水島みのる   | 水島みのる   | 卯城薫 （研ルイス）                                | 水瀬あお （祐穂さとる）                 | 実羚淳               | 秋奈るい                |
| ペペ              | 風さやか     | 麻生薫       | 光樹すばる （有香潤）                              | 久城彬 （椿火呂花）                     | 美月悠               | 美月悠                  |
| グラジェラ        | 雛とも子     | 雛とも子     | 千紘れいか （水沢葉月）                            | 妃里梨江 （美乃杏花）                   | 結乃かなり           | 愛咲まりあ              |